# Legione della Libertà
Legione della Libertà (Liberty Legion) è un gruppo di supereroi dei fumetti, creato da Roy Thomas (testi) e Don Heck (disegni), pubblicato dalla Marvel Comics. È apparso la prima volta in Marvel Premiere n. 29 (aprile 1974).

## Biografia del gruppo
Siamo agli inizi del 1942, il gruppo degli Invasori è operativo in Europa contro le forze dell'Asse. Una macchinazione del redivivo Teschio Rosso porta gli Invasori in America, dove vengono letteralmente prelevati da un tornado indotto dal Teschio, lasciando indietro solo Bucky, considerato innocuo. Il piano del Teschio era di portare il conflitto direttamente in America, usando contro di essa i suoi paladini. Infatti tramite il nullatron (e i suoi null ray) riesce a manipolare mentalmente gli Invasori e farli diventare fedeli nazisti, e mandarli all'attacco di un deposito dell'esercito. I giornali titolano increduli questo incredibile fatto.
Bucky nel frattempo raggiunge una stazione radio di Manhattan, dove in studio presenziava il Patriota. Qui decide di mandare un 'messaggio alla nazione' per spiegare il voltafaccia degli Invasori e conseguentemente una 'chiamata alle armi' per radio per radunare nuovi volenterosi eroi. Rispondono alcuni paladini della libertà (realmente operativi negli albi della Golden Age), quali Miss America, Thin Man, Trottola, Corvo Rosso, Diamante Blu, Jack Frost e ovviamente Patriota.
Insieme formano quindi la Legione della Libertà.
Il Teschio Rosso decide di ostentare una vittoria pubblica del suo gruppo, sfidando, al New York Yankee stadium, la Legione della Libertà. Questi, però, ormai erano venuti a capo delle macchinazioni del Teschio, e riescono a debellarne il controllo mentale sugli Invasori. Di comune accordo, quindi, decidono che mentre gli Invasori continueranno a difendere il fronte europeo, la Legione combatterà sul suolo americano.
Una delle loro avventure più avvincenti li vede schierati al fianco di La Cosa dei Fantastici Quattro, rimandato indietro nel tempo per neutralizzare Brain Drain e la sua squadra (Master Man, U-Man, e Sky Shark) e ristabilire il giusto equilibrio tra bene e male nell'universo.
Quando, ad aprile del 1945, Capitan America e Bucky vengono ritenuti morti, il Presidente Truman decide di mantenere l'accaduto segreto e, nell'organico degli Invasori, rimpiazza Steve Rogers e Bucky Burnes con William Naslund e Fred Davis e sollecita il rientro di due membri della Legione della Libertà (ormai non più fattivamente operativa), ovvero di Miss America e Trottola.
Infine, quando, nell'agosto del 1945, viene sancita la fine della Guerra, il nome Invasori viene ritenuto obsoleto dal team, e rimpiazzato con un più efficace All-Winners Squad (-letteralmente- la squadra dei vincitori).

## Membri
- Thin Man
- Diamante Blu
- Jack Frost
- Corvo Rosso
- Miss America
- Trottola
- Patriota

## Altri membri (Onorario, riserva, etc...)
- Bucky (James B.Barnes) - membro fondatore che, dopo la creazione del team, preferisce continuare ad operare negli Invasori, dei quali era già membro.

## Cronologia dei fumetti
La Legione della Libertà è apparsa nei seguenti albi:
1. Marvel Premiere n. 29 (aprile 1976): The Red Skull Strikes 2/4: Lo, the Liberty Legion (Prima edizione italiana: La legione della liberta', sull'albo Capitan America n. 112 (27 luglio 1977), Editoriale Corno);
2. Invaders n. 6 (maggio 1976): The Red Skull Strikes 3/4: ...And let the battle begin! (Prima edizione italiana: Guerra fratricida', sull'albo Capitan America n. 113, Editoriale Corno);
3. Marvel Premiere n. 30 (giugno 1976): The Red Skull Strikes 4/4: Hey, ma! They're blitzin' the Bronx (Prima edizione italiana: Disastro sul Bronx!, sull'albo Capitan America n. 114, Editoriale Corno);
4. Marvel Two-In-One Annual n. 1 (1976): Their name is Legion! (Prima edizione italiana: La legione della liberta', sull'albo Fantastici Quattro n. 200 (4 dicembre 1978), Editoriale Corno);
5. Marvel Two-In-One n. 20 (ottobre 1976): Showdown at sea! (Prima edizione italiana: L'ultima battaglia, sull'albo Fantastici Quattro n. 201 (18 dicembre 1978), Editoriale Corno);
6. Invaders n. 35 (dicembre 1978): Havoc on the homefront;
7. Invaders n. 36 (gennaio 1979): Crushed by Iron Cross!;
8. Invaders n. 37 (febbraio 1979): The Liberty Legion busts loose;
9. The Invaders n. 3[4] (luglio 1993): Your young men shall see visions (Prima edizione italiana: I vostri giovani avranno le visioni, sull'albo Marvel Extra n. 12 (aprile 1995), Marvel Italia)

Tecnicamente va menzionato anche The Invaders n. 5, marzo 1976, che funge da prologo al primo arco di storie.